# Convenció STCW
La Convenció Internacional sobre Estàndards de Formació, Certificació i Vigilància per la gent de mar, conegua pels sigles en anglès STCW estableix un conjunt d'estàndards de qualificació mínima per al personal de vaixells de la marina mercant com ara bucs de càrrega i creuers, així com per a gran velers i grans iots. Els cursos i certificats STCW són obligatoris per als mariners, oficials i capitans, tot el personal de guàrdia al pont o la sala de màquines però també per a hostesses, cuiners i tot tipus de personal.
Aquesta normativa es va establir per primer cop el 1978 en una conferència organitzada per l'Organització Marítima Internacional (IMO) a Londres i va entrar en vigor el 1984. La convenció va ser esmenada al 1995 i al 2010. La convenció de 1978 va ser la primera a fixar els requisits bàsics a nivell internacional i reemplaçava una sèrie de normes nacionals, no gaire eficaços en un ofici per definició internacional, com que no incorporaven els costums i estandards d'altres països. Es tracta de normes minimals que els estats poden superar. Els aspectes que van quedar-ne fora són: les provisions OMI, que sotmeses a la regla número 14 del Capítol V de la Convenció Internacional per a la Seguretat de Vida en Mar (SOLES) 1974 i els requisits de les quals estan recolzats per la resolució A.890(21), adoptats a l'Assemblea de 1999 de l'IMO, que va reemplaça la resolució més primerenca A481(XII) adoptada el 1981.
Una característica especialment important de la Convenció STCW és que s'aplica a vaixells d'estats no membres de la convenció quan visiten ports d'estats que sí que en són membres. L'Article X requereix que les parts apliquin mesures de control a totes les banderes fins al punt de no fer distinció ni donar un tracte més favorable als vaixells que disposin d'una bandera d'un estat que sigui membre de la convenció. Precisament per això es creu que la convenció ha tingut una acceptació molt àmplia. Al 2018, la convenció STCW va ser subscrita per 164 parts, representant 99,2 per cent d'arqueig de navili mundial.

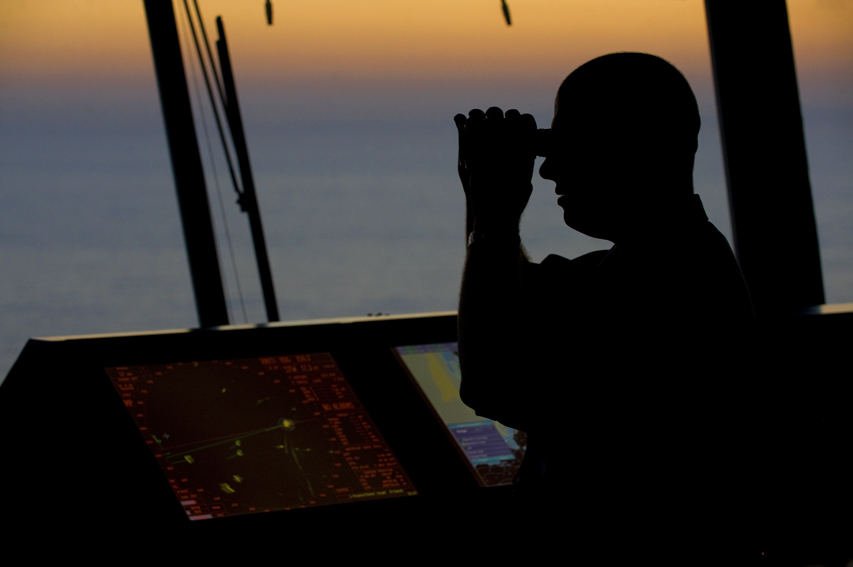
Pantalla de radar i tripulant guaitant des del pont

## Revisions

### Revisió de 1995
El 7 de juliol de 1995 la OMI va aprovar una sèrie de revisions sobre la convenció. Al seu moment també va proposar desenvolupar un nou codi STCW amb detalls tècnics addicionals. Aquestes esmenes van entrar en vigor el dia 1 de febrer de 1997 i amb un període de transició fins a l'1 de febrer de 2002. Els mariners amb certificat segons les normes de 1978 l'havien de renovar.
Les esmenes més significatives tenien en compte:
a) Control estatal portuari;
b) Comunicació d'informació a OMI per deixar constància del compliment i aplicació dels estàndards,
c) Sistemes d'estàndards de la qualitat (QSS), vigilància de l'aprenentatge, valoració, i procediments de certificació,

### Revisió de 2010 esmenes de Manila
La OMI va adoptar un conjunt de noves esmenes a Manila el 2010, conegudes com «Les esmenes de Manila». L'evolució tecnològica i modes operacionals en feia necessàra una actualització. Les Esmenes de Manila van entrar en vigor el dia 1 gener 2012, amb un període de transició fins al 2017.
Les esmenes més significatives de 2010 eren:
- Més hores de pràctiques per als mariners.
- Nous certificats de competència per a la sala de màquines i el pont.
- Pràctiques noves i actualització de les anteriors.
- Cursos de seguretat obligatoris.
- Estàndards mèdics addicionals.
- Noves normes específiques de taxa d'alcoholèmia

## Títols i certificats

### Títols
- Capità de la marina mercant.
- Pilot de primera de la marina mercant.
- Pilot de segona de la marina mercant.
- Patró d'altura.
- Patró de litoral.
- Patró portuari.
- Cap de màquines de la marina mercant.
- Oficial de màquines de primera de la marina mercant.
- Oficial de màquines de segona de la marina mercant.
- Oficial electrotècnic de la marina mercant.
- Mecànic major naval.
- Mecànic naval.
- Oficial radioelectrònic de primera de la marina mercant.
- Oficial radioelectrònic de segona de la marina mercant.
- Operador General del Sistema Mundial de Socors i Seguretat Marítima (SMSSM).
- Operador Restringit del Sistema Mundial de Socors i Seguretat Marítima (SMSSM)

### Certificats
- PPEE (Patró Professional d'Embarcacions d'Esbarjo)
- Formació Bàsica en Seguretat al Mar.
- Avançat en Lluita Contra Incendis.
- Embarcacions de Supervivència i Pots de Rescat (no ràpids).
- Pots de Rescat Ràpids.
- Bucs de Passatge.
- Mariner de Pont.
- Mariner Màquines.
- Mariner de Primera de Pont.
- Mariner de Primera de Màquines.
- Mariner electrotècnic.
- Oficial Protecció Buc (OPB).
- Oficial de la Companyia per a la Protecció Marítima (OCPM).
- Formació Bàsica en Protecció Marítima.
- Cartes ECDIS/SIVCE
- Radar ARPA.
- Nivell Operatiu Bàsic de Lluita Contra la Contaminació.
- Nivell Operatiu Avançat de Lluita Contra la Contaminació.
- Nivell Superior de Direcció de Lluita Contra la Contaminació.
- Compensador d'Agulles Nàutiques.
- Certificat de Maneig d'Embarcacions de Gran Velocitat o de Sustentació Dinàmica.
- Certificat de Suficiència Enlaire Voltatge.
- Certificats de Suficiència Codi IGF Bàsic i Avançat
- Formació Bàsica per a Operacions de Càrrega en Petroliers i Químics.
- Formació Bàsica per a Operacions de Càrrega en Bucs Tanc per al Transport de Gas Liquat.
- Formació Avançada per a Operacions de Càrrega en Petroliers.
- Formació avançada per a Operacions de Càrrega en Quimiqueros.
- Formació Avançada per a Operacions de Càrrega en Bucs Tanc per al Transport de Gas Liquat.

## Caducitat títols i certificats

### Actualitzacions
Les normes citades anteriorment han previst l'existència de cursos d'actualització de la competència per a certs certificats d'especialitat i titulacions que caduquen als 5 anys.
Aquells marins que tinguin la seva titulació o el certificat d'especialitat caducats hauran de demostrar el manteniment de la competència en tots els àmbits exigits mitjançant dues opcions.
1. Experiència i curs reduït de manteniment de la competència, pels qui hagin estat embarcats tres mesos en els últims cinc anys a bord d'un buc mercant o un buc pesquer d'almenys 24 metres d'eslora; o
2. Curs de manteniment de la competència complet, pels qui no hagin estat embarcats en bucs mercants o pesquers d'almenys 24 metres d'eslora durant el període anterior.

- Patró Portuari
- Operador Restringit SMSSM
- Operador General SMSSM
- Formació Bàsica en seguretat
- Bucs de Passatge
- Embarcacions de supervivència i Pots de rescat no ràpids
- Pots de rescat ràpids
- Avançat en lluita contra incendis
- Formació Bàsica en Ops. de Càrrega en Bucs Tanc per al Transport de Gas Liquat
- Formació Avançada per Ops. de càrrega en Bucs Petroliers
- Formació Avançada per Ops. de càrrega en Bucs Químics
- Formació Avançada per Ops. de Càrrega en Bucs Tanc per al Transport de Gas
- Formació Bàsica en Bucs del Codi IGF
- Formació Avançada en Bucs del Codi IGF